# Michel Djotodia
Michel Djotodia (kb. 1949. –) katonai vezető és politikus, a Közép-afrikai Köztársaság elnöke 2013. február 24. és 2014. január 10. között.